# Nitrate de bismuth(III)
Le nitrate de bismuth(III) est un composé chimique de formule Bi(NO3)3.

## Synthèse et réactions
Le nitrate de bismuth peut être préparé par réaction de l'acide nitrique concentré sur le bismuth métallique :
Bi + 4HNO3 →  Bi(NO3)3   + 2H2O + NO.
En solution dans l'acide nitrique, il est facilement hydrolysé en formant des oxynitrates quand le pH augmente au-dessus de 0.
Il est également soluble dans l'acétone, l'acide acétique et le glycérol mais pratiquement insoluble dans l'éthanol et l'acétate d'éthyle.

## Applications
Le nitrate de bismuth possède plusieurs applications industrielles et en laboratoire. Il est notamment utilisé dans certaines peintures lumineuses, ou pour la préparation d'autre sels de bismuth. Le pentahydrate est utilisé comme oxydant pour réagir avec certaines 1,4-dihydropyridines de Hantzsch 4-substitutées. Il sert aussi de réactif dans certains oxydations sélectives de sulfures en sulfoxydes. Il est enfin utilisé dans la préparation du réactif de Dragendorff, lui-même utilisé comme colorant en chromatographie sur couche mince (CCM).
Bi(NO3)3 forme des complexes insolubles avec le pyrogallol et le cupferron, propriété mis  à l'œuvre dans des analyses gravimétriques visant à déterminer une quantité de bismuth.
La décomposition thermique du nitrate de bismuth peut être utilisée pour produire du dioxyde d'azote, NO2.